# Glogovac kolostor
A Glogovac kolostor (szerbül: Манастир Глоговац, romanizálva: Manastir Glogovac) szerb ortodox kolostor, amelyet Szent Györgynek szenteltek, és Bosznia-Hercegovinában, a Boszniai Szerb Köztársasághoz tartozó Babići faluban található Šipovo közelében. Ez az egyetlen kolostor ezen a területen. Az eredeti épület 1463-ban pusztult el, amikor ezt a régiót az oszmán törökök elfoglalták.

## Első rekonstrukció
Omer pasa (eredeti nevén Mihajlo Latas) 1867-ben egy templom építésével kezdte meg a kolostor újjáépítését. Dionisije Milijević püspök 1869-ben avatta fel ezt a templomot. Az egyik történet szerint a rabszolgasorba ejtett szerbek megkérték Törökország szultánját, hogy engedje meg nekik ennek a szent helynek azaz újjáépítését. Az engedélyt azzal a feltétellel adták meg, hogy a templom harangja a közeli vidéken ne legyen hallható. Ez az oka annak, hogy a kolostor meredek dombok közé épült.

## Második rekonstrukció
Glogovac ennek a területnek a spirituális fókuszpontja. Hetvenöt évvel a kolostor újjáépítése után ismét elpusztult. A második világháború idején, 1944. október 14-én a kolostort és a falut a horvát fasiszta usztasák felgyújtották.
1960 körül a kolostort kellőképpen átépítették ahhoz, hogy plébániatemplomként használhassák. 1966-ban fejeződtek be a helyreállítási munkálatok. 1991-ben Pál pátriárka, az ortodox egyház vezetője felszentelte a kolostort. 1999-ben megkezdődött a teljes rekonstrukció, amely 2005-ben fejeződött be.  A főépülettől balra is megkezdődtek az építési munkálatok. Egy másik folyamatban lévő projekt egy zarándokok számára készült épület befejezése.

## Képgaléria

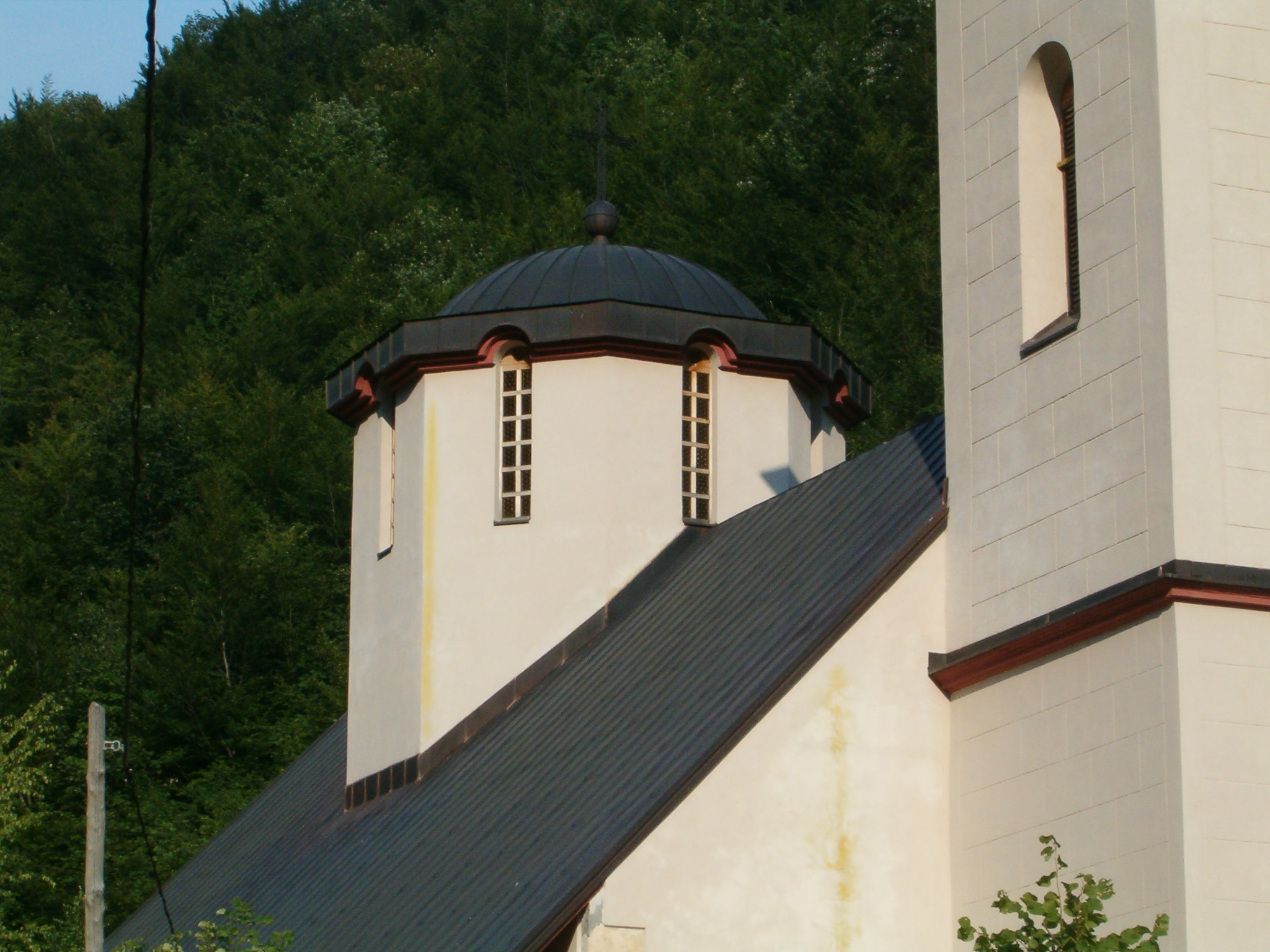
A torony közelről
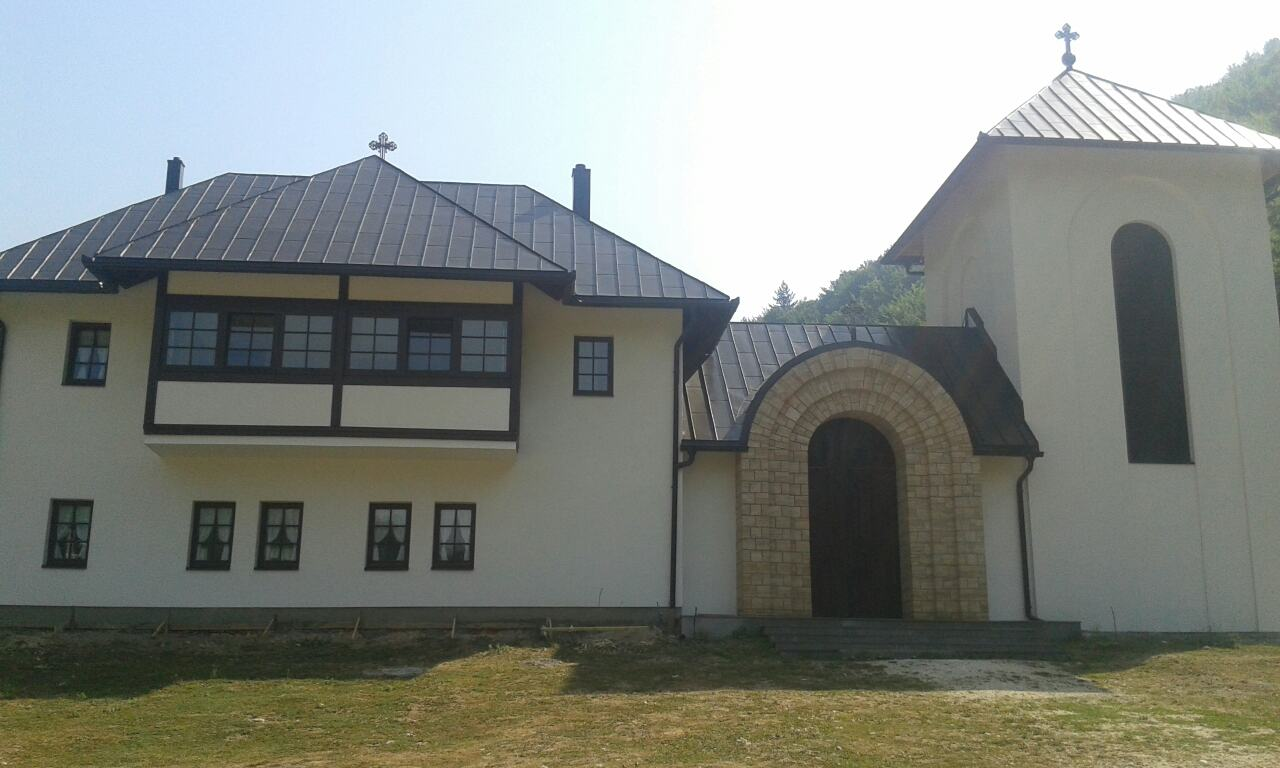
A kolostor épületei
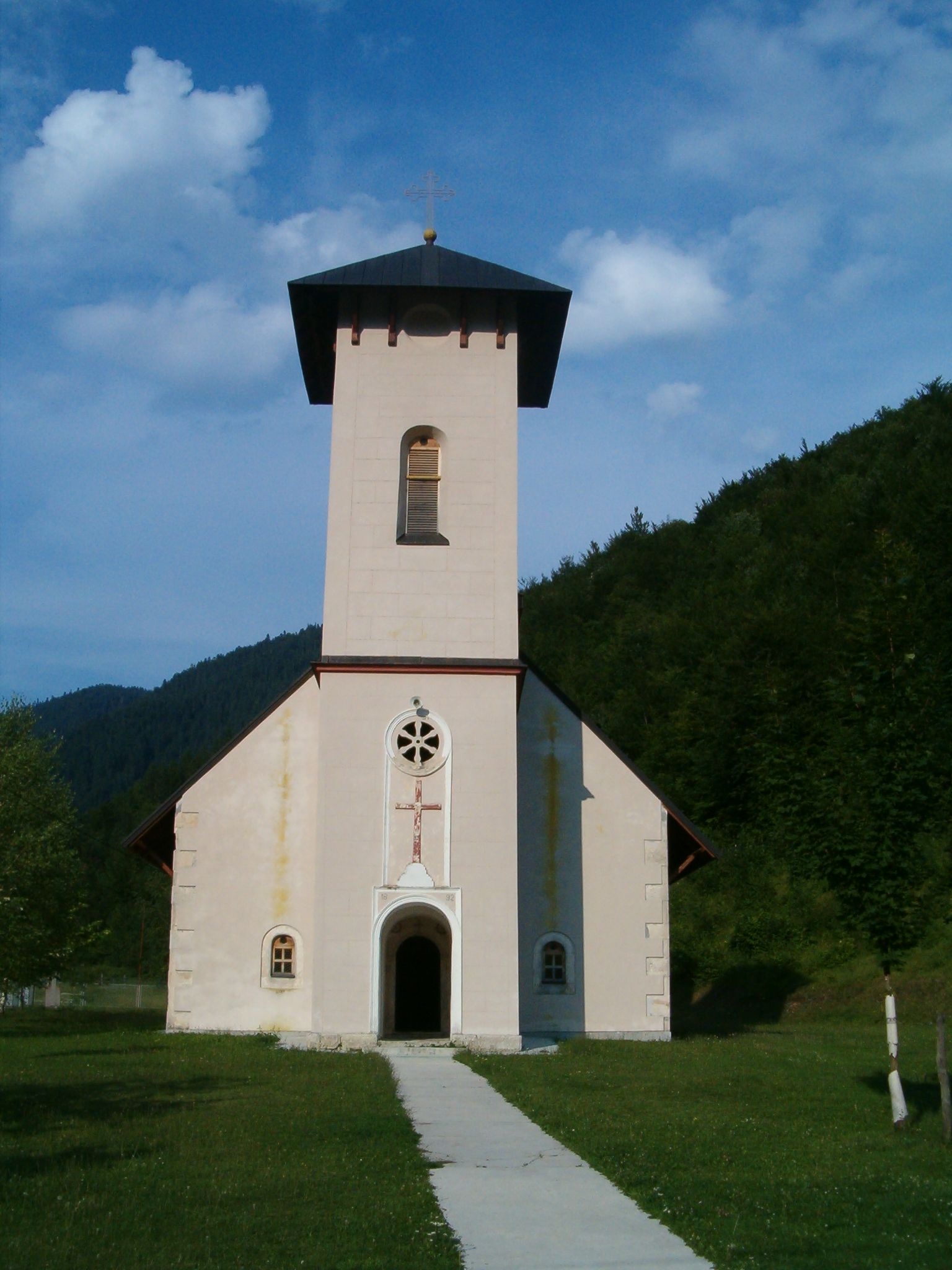
A kolostortemplom nyugatról
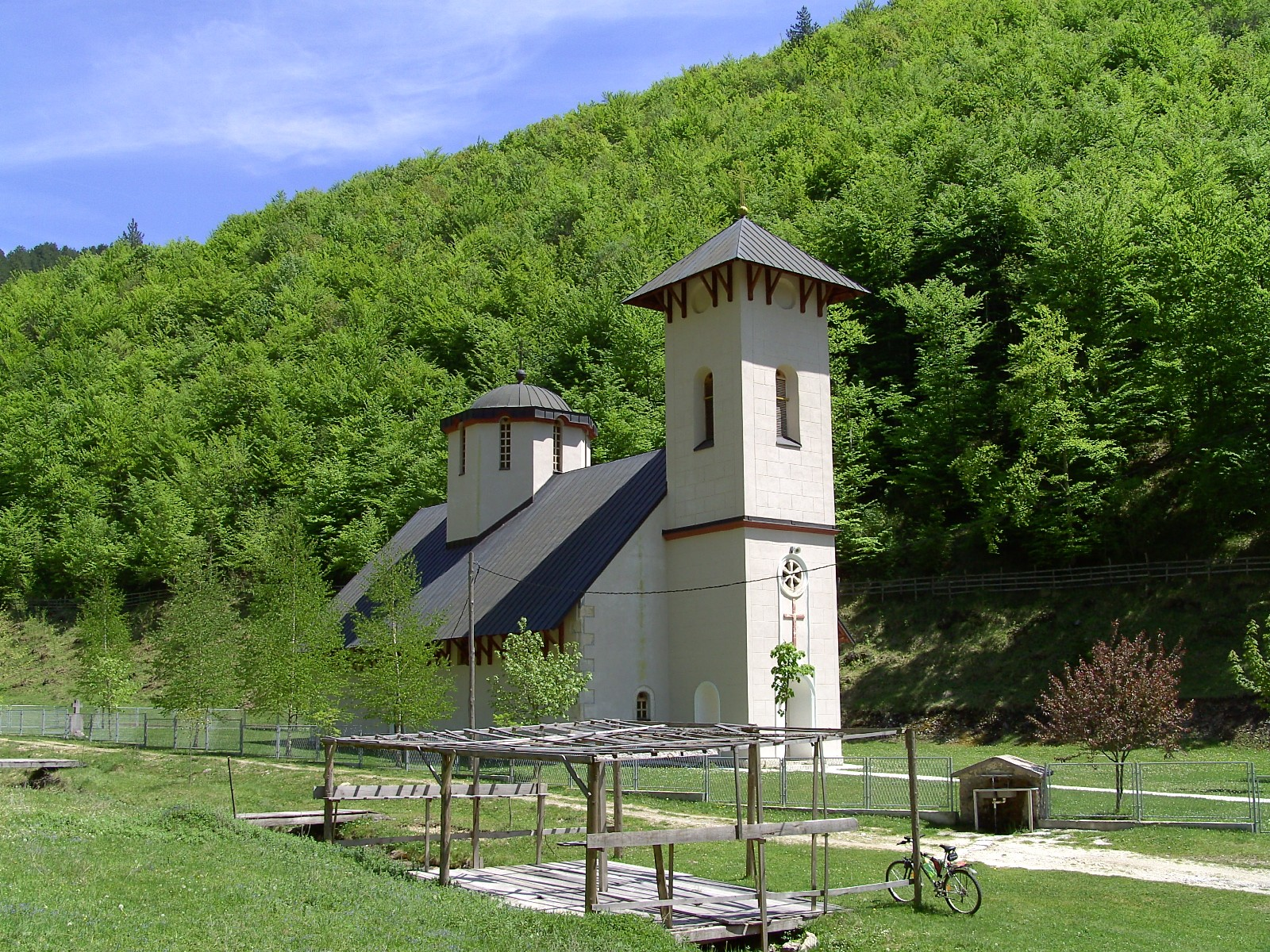
Szent György vértanú kolostortemploma

## Fordítás
- Ez a szócikk részben vagy egészben  a   Glogovac monastery című angol Wikipédia-szócikk ezen változatának fordításán alapul.  Az eredeti cikk szerkesztőit annak laptörténete sorolja fel. Ez a jelzés csupán a megfogalmazás eredetét és a szerzői jogokat jelzi, nem szolgál a cikkben szereplő információk forrásmegjelöléseként.